# 우리, 사랑일까요?
《우리, 사랑일까요?》(영어: A Lot like Love)는 2005년 공개된 미국의 로맨틱 코미디 드라마 영화이다.

## 출연
- 애슈턴 쿠처
- 어맨다 피트
- 캐스린 한
- 칼 펜
- 앨리 라터
- 테린 매닝
- 게이브리얼 맨
- 제러미 시스토
- 타이론 지오다노
- 에이미 가르시아
- 문 블러드굿
- 노먼 리더스
- 메건 마클

## 기타 제작진
- 공동 제작: 리사 브루스
- 배역: 조지프 미들턴
- 미술: 톰 메이어
- 의상: 앨릭스 프리드버그

## 같이 보기
- 같은 시간, 내년에